# Sex în grup

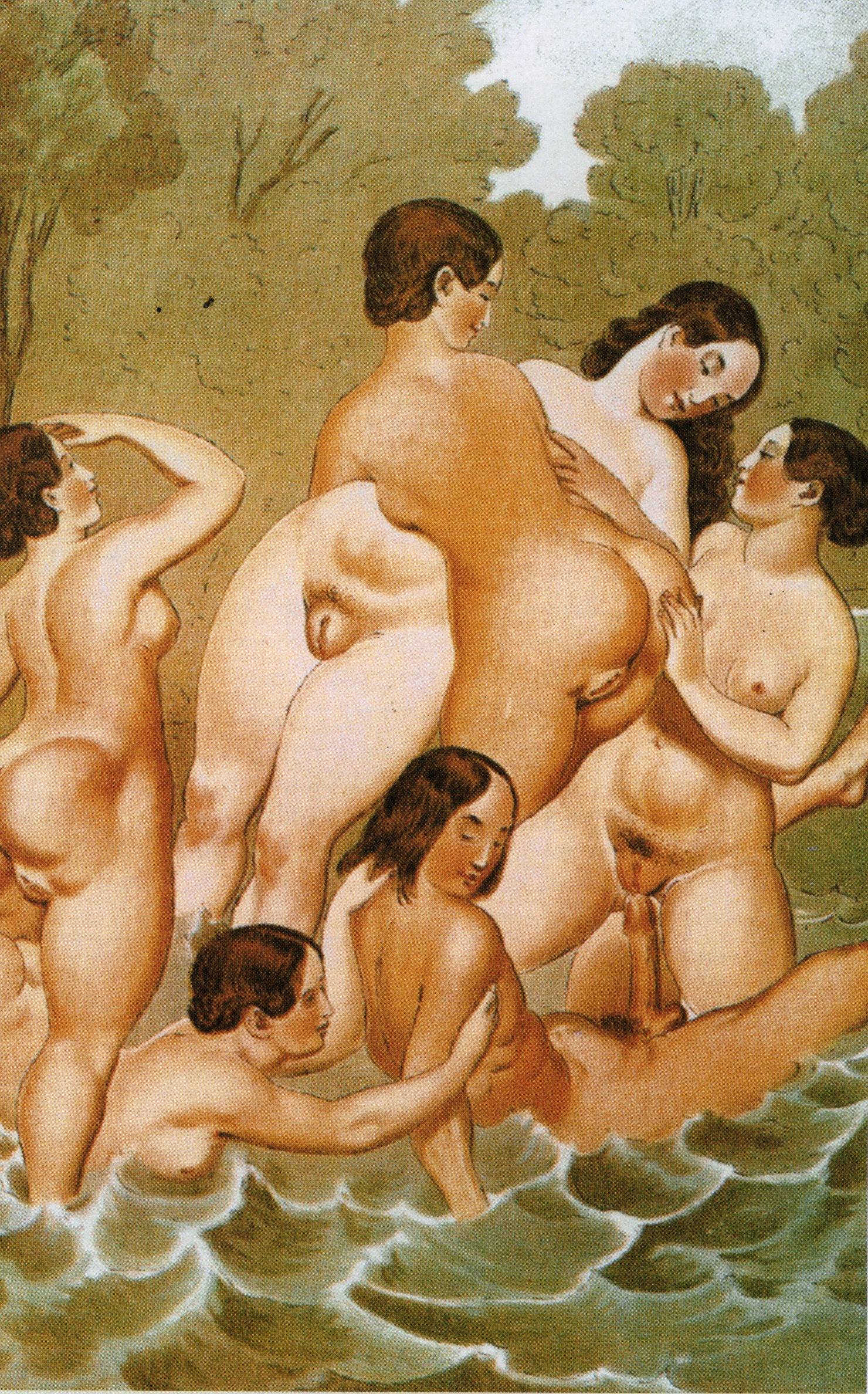
Peter Fendi, 1835

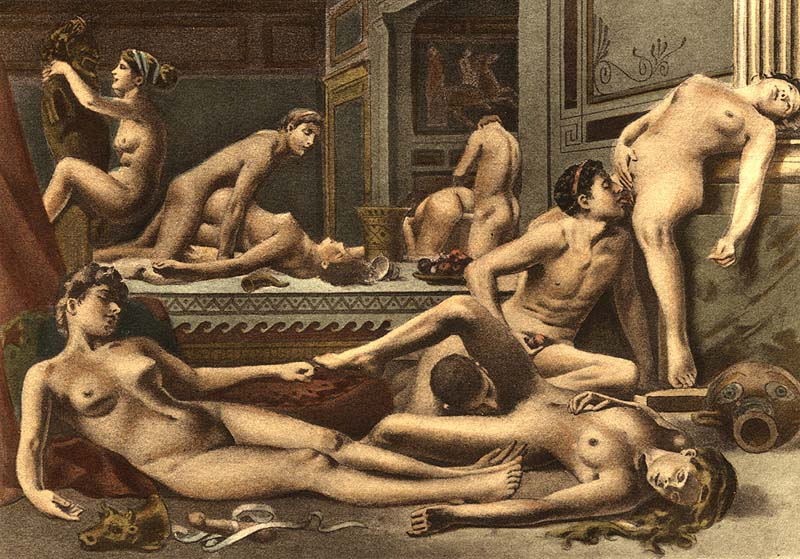
Pictură de Édouard-Henri Avril.

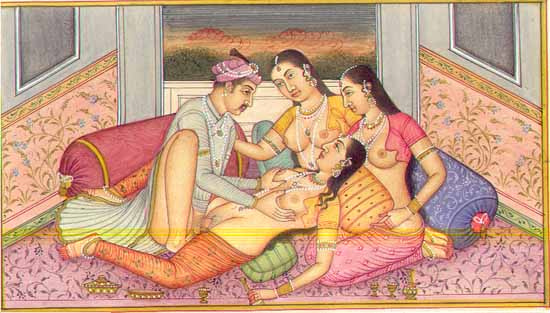
Ilustrație din Kama Sutra

Sexul în grup este un comportament sexual implicând mai mult de doi participanți în același timp. 